# املی اندرسون
املی اندرسون (انگلیسی: Emelie Andersson؛ زادهٔ ۱۳ سپتامبر ۱۹۹۶) بازیکن فوتبال اهل سوئد است.
از باشگاه‌هایی که او در آن بازی کرده‌، می‌توان به کیوب ایکو اشاره کرد.
املی اندرسون همچنین در «تیم ملی فوتبال زیر ۱۹ سال زنان سوئد» بازی کرده‌است.